# آرنه مورتنسن
آرنه مورتنسن (بالنرويجية البوكمول: Arne Mortensen)‏ هو مجدف نرويجي، ولد في 14 أكتوبر 1900 في ستافانغر في النرويج، وتوفي في 28 فبراير 1942.

## وصلات خارجية
- آرنه مورتنسن على موقع الاتحاد الدولي للتجديف (الإنجليزية)
- آرنه مورتنسن على موقع اللجنة الأولمبية الدولية (الإنجليزية)
- آرنه مورتنسن على موقع أوليمبيديا (الإنجليزية)